# ジャン＝マリー・プファフ
ジャン＝マリー・プファフ（Jean-Marie Pfaff, 1953年12月4日 - ）は、ベルギー・ブリュッセル出身の元サッカー選手、サッカー指導者。ポジションはGK。

## 経歴
1976年5月22日のオランダ戦でベルギー代表デビューを飾り、1980年のUEFA欧州選手権1980で準優勝した。また1986 FIFAワールドカップではMVP投票でミシェル・プラティニと並んで4位タイに入る活躍で、チームの4位進出に貢献。エンツォ・シーフォ、ミシェル・プロドームなどと並んでベルギーを代表する選手の一人である。
クラブレベルでは弱小クラブであったベベレンを1978-79シーズンのリーグ制覇に導く。1982年のW杯後にドイツのバイエルン・ミュンヘンに鳴り物入りで入団。ゼップ・マイヤーの後継者としてゴール・マウスを任されると、その期待に違わぬ活躍を見せ、多くの勝利に貢献。晩年にはリールセ（ベルギー）、トラブゾンスポル（トルコ）と渡り歩いて、36歳で現役を引退した。

## 個人成績

### 代表での成績
出典
| ベルギー代表 | 国際Aマッチ | 国際Aマッチ |
| 年           | 出場        | 得点        |
| ------------ | ----------- | ----------- |
| 1976         | 1           | 0           |
| 1977         | 4           | 0           |
| 1978         | 5           | 0           |
| 1979         | 3           | 0           |
| 1980         | 8           | 0           |
| 1981         | 4           | 0           |
| 1982         | 9           | 0           |
| 1983         | 4           | 0           |
| 1984         | 8           | 0           |
| 1985         | 4           | 0           |
| 1986         | 10          | 0           |
| 1987         | 4           | 0           |
| 合計         | 64          | 0           |